# 下午茶 (亞洲電視節目)
《下午茶》（英語：Afternoon Tea）是1975年9月29日在亞洲電視前身麗的電視首播的婦女節目，經歷1982年麗的電視易主並改名為亞洲電視，直至1991年3月29日停播，是香港電視史上第二長壽的婦女節目（最長壽者為無綫電視翡翠台《婦女新姿》，後被《都市閒情》超越）。1979年獲超群家政中心贊助，超群家政中心烹飪導師群（李曾超羣、方任利莎等）主持烹飪環節。停播後由方任利莎主持的《方太生活廣場》補位。
前藝人及現任TVB藝人鮑起靜亦在80年代主持《下午茶》前曾與梁淑莊及黎萱主持《午間小敘》

## 播放時間
《下午茶》初期逢周一至周五下午四點至四點半播出。本節目曾改於下午二時零五分播出，下午一時前為《午間小敍》。
2014年起，《下午茶》逢周六晚上七點在歲月留聲重播。

## 下午茶之邁步十五展光華
1989年9月29日，慶祝《下午茶》播出15周年，本港台播出特備節目《下午茶之邁步十五展光華》，主持群夏春秋、鄧碧梅、鮑起靜、楊虹、鮑翠薇、趙山均為《下午茶》歷代主持人，音樂總監兼主題曲作曲徐日勤，內容包括回顧過去15年趣事、名人祝賀及鄧碧梅開心往事。2015年2月7日，歲月留聲重播《下午茶之邁步十五展光華》。

## 專訪
鮑起靜主持《下午茶》時曾專訪肥媽。

## 曾過去擔任節目的主持人
- 鄧碧梅：1975-1991
- 禤素霞：1975-1991
- 鮑起靜：1981-1991，現已離開亞洲電視，第28屆香港電影金像獎最佳女主角，現主演無綫電視劇集。
- 楊虹：第一代主持，在加拿大多倫多
- 江雪：第一代主持，在加拿大多倫多
- 趙山：第二代主持
- 夏春秋：第二代主持，在加拿大多倫多
- 歐錦棠：前亞洲電視及無綫電視男藝員
- 鮑翠薇 ：第二代主持
- 胡渭康：1989年加入亞洲電視，曾於移民往英國；已迴流後及重返無綫電視
- 李欣穎：第二代主持
- 安德尊：1993年轉投無綫電視至今，曾任《都市閒情》主持，現為流行都市主持。
- 陳熹蓮：第一代主持
- 梁淑莊：2020年10月3日因病離世，享年75歲
- 黃麗梅：第二代主持
- 李曾超羣、方任利莎：烹飪主持